# Округ Хоуп
Округ Хоуп (англ. Hope County, с англ. — «Округ Надежды») — вымышленный округ штата Монтана, США с центром в городе Фоллс-Энд (англ. Fall's End) из игр Far Cry 5, Far Cry New Dawn и Far Cry 6, а так же короткометражных промо-роликов и фильма «Far Cry 5: У врат Эдема» (с англ. — «Far Cry 5: Inside Eden's Gate»).

## История
Хронологически впервые округ появляется в книге «Far Cry: Прощение» (англ. Far Cry Absolution). Действие начинается в городке Фоллс-Энд, основанным в 1865 году Орвилом Фоллом. Изначально он был построен возле градообразующего золотого рудника и процветал вплоть до 1912 года. Тогда произошло обрушение шахты и 100 человек были погребены под завалами.
Здесь рассказывается о хозяйке бара «Крылья любви» (англ. Spread Eagle) в долине Холланд — Мэри Мэй Фэйргрейв, которая почти в одночасье потеряла всю свою семью: мать Ирен и отец Гэри погибли в разное время при загадочных обстоятельствах, а брат Дрю ушёл в секту «Врата Эдема» (англ. Eden's Gate) к Иоанну Сиду. Параллельно ей рассказывается о другом человеке — охотнике Уильяме Бойде, работающего на секту. В процессе развития сюжета Иоанн приказывает ему доставить Мэри Мэй к нему на ранчо.
После этих событий в округ приезжает группа блогеров: Алекс, Сара и Ханна МакКалкин. На них вышел местный житель Марк Барнс, у которого секта забрала родную сестру. Однако, выяснилось, что она ушла туда добровольно, как и сотни других жителей округа. Пытаясь проследить за сектой, блогеры и Марк попадают в руки к Иосифу Сиду. Его названная сестра Вера Сид забирает Сару, а судьба остальных описывается в записках, которые главный герой находит в игре Far Cry 5. Однако, перед этим Алекс успевает выложить видео с погоней и стрельбой за ним.

### Far Cry 5

Флаг секты «Врата Эдема»

Видео заинтересовало полицию и в сентябре того же года в округ к шерифу Эрлу Уайтхорсу был командирован федеральный маршал США Кэмерон Бёрк. Шериф с маршалом и тремя помощниками: Джоуи Хадсон, Стэйси Праттом и главным героем прилетает в округ на оккупированную сектантами территорию. Здесь округ делится на три региона: долина Холланд, река Хенбейн и горы Уайтейл.
Изначально главный герой оказывается на острове Датча, который не входит ни в один из регионов. Здесь находится один из лидеров ополчения Ричард «Датч» Рузвельт.
По сценарию игры помощник продвигается в долину Холланд, которой руководит младший брат Иосифа Сида — Иоанн. Он садист и верит в силу слова «да». У него в плену находится Джоуи Хадсон. Освободив город Фоллс-Энд, главный герой знакомится с Мэри Мэй Фэйргрейв и пастором Джеромом Джеффрисом, которые являются лидерами сопротивления в регионе. Здесь же он встречает Ника и Ким Райев, а так же Грейс Армстронг. В этом регионе, недалеко от церкви Агнца Божьего, можно встретить записку о дальнейшей судьбе блогера Алекса.
Регионом реки Хенбейн руководит сводная сестра Иосифа — Вера Сид. Она заведует производством наркотика под названием «Блажь» (англ. Bliss). У неё в плену находится маршал Кэмерон Бёрк. Очагом сопротивления является окружная тюрьма, которой руководит бывший мэр округа Вёрджил Минклер. Так же в тюрьме находятся шериф Эрл Уайтхорс и бывшая подруга Веры — Трейси Лейдер, знающая её под прежним именем Рейчел Джессоп. На юго-востоке региона расположен заброшенный городок Процветание (англ. Prosperity), основанный железнодорожным магнатом  и торговцем древесиной Эмметом Ривзом. После его упадка местные жители частично перебрались в Фоллс-Энд.
Горы Уайтейл принадлежат старшему брату Иосифа Сида — Иакову. Он бывший военный с синдромом ПТСР и у него в плену находится ещё один помощник шерифа — Стейси Пратт. В этом регионе оплотом сопротивления являются ополченцы Уайтейл под руководством Илайя Палмера и Тэмми Барнс. Здесь так же расположена бывшая хижина охотника Уильяма Бойда. В процессе игры можно узнать судьбу Ханны МакКалкин и Марка Барнса в отеле Грандвью.
В ходе событий помощник шерифа освобождает округ от вестников Иосифа и, по одной из версий игры, вступает с ним в схватку. После противостояния США подвергается ядерной бомбардировке и округ становится полностью выжженным и разрушенным.

### Far Cry New Dawn
Спустя 17 лет в округе вновь начала бурлить жизнь. Жители вышли из бункеров и стали заново отстраивать разрушенную местность. Часть её оказалась заражена радиацией. Однако, большинство мест оказались покрыты розовыми цветами и были пригодны для жизни. Отсюда начали развиваться события игры Far Cry New Dawn (с англ. — «Far Cry Новый рассвет»). Центром новой эпохи округа стало поселение под названием «Процветание» во главе с семейством Рай. В округе появились рейдеры под предводительством с сестёр-близнецов — Микки и Лу. Они захватили большинство жизненно важных центров округа и взяли в плен многих жителей. В том числе Ника Райя.
Дочь Райев Кармина выходит на связь с Томасом Рашем — персонажем, который помогает восстанавливать США после бомбардировки. Он прибывает в округ на поезде вместе с Гарреттом Барнсом и капитаном безопасности — главным героем. Они попадают в засаду и Томас спасает капитана, сбросив того со скалы в реку.
Вместе с Карминой капитан попадает в Процветание. По сюжету игры он находит на севере ещё один очаг сопротивления рейдерам — Новый эдем. Он расположен в бывшем регионе гор Уайтейл. Здесь он встречает Судью и сына Иосифа Сида — Итана. Судья является бывшим помощником и главным героем игры Far Cry 5. Выше в горах он находит Отца — Иосифа Сида.

## Интересные факты
Правительство штата Монтана использовало вымышленный округ Хоуп для продвижения туризма в штате:
ДОБРО ПОЖАЛОВАТЬ В ОКРУГ ХОУП

«Округ Хоуп» может быть и вымышленный, но горы, реки и дикая природа, вдохновившие Far Cry 5, вполне реальны и основаны на ландшафте юго-западной Монтаны. Погрузитесь глубже в визуально ошеломляющие пейзажи, окружающие игру, и спланируйте собственное приключение в Монтане в «Последнем лучшем месте». Открытые тропы и огромное небо ждут вас в этом великолепном регионе на западе Соединенных Штатов. Добро пожаловать в округ Хоуп!https://visithopecounty.com/